# Nelson Ritsema
Nelson Ritsema (Amsterdam, 17 augustus 1994) is een Nederlands roeier, die in de vier zonder stuurman in 2022 zilver behaalde bij de Europese Kampioenschappen in München, en het jaar erop brons bij de Europese Kampioenschappen in Bled.

## Levensloop
Ritsema kwam met roeien in aanraking toen hij als scholier van het Vossius Gymnasium deelnam aan het NK Indoor Roeien en scholierenkampioen werd. Daarna roeide hij bij K.A.R. & Z.V. De Hoop en vervolgens werd hij lid van ASR Nereus. Daar behaalde hij onder meer goud op de wereldbeker met een volledige Nereus acht.
Tijdens de Europese kampioenschappen van 2020 won Ritsema goud in de vier zonder stuurman, samen met Jan Van der Bij, Boudewijn Röell en Sander de Graaf. Met diezelfde vier zonder kwalificeerde hij zich voor de Olympische Spelen in Tokio. De Spelen verliepen echter wat teleurstellend met een zesde plaats.
Ritsema bracht een deel van zijn jeugd door in Kazachstan en studeert Russisch en natuurkunde.
Op de Olympische Spelen van 2024 in Parijs nam Ritsema samen met Guus Mollee, Eli Brouwer en Rik Rienks deel in de vier zonder. De ploeg wist echter geen finaleplaats te behalen en strandde op een vierde plek in de herkansing, waar slechts de beste twee van vijf boten doorgaan naar de finale.

## Resultaten

### Olympische Zomerspelen
| Jaar | Plaats | Resultaten           |
| ---- | ------ | -------------------- |
| 2021 | Tokio  | 6e in de vier zonder |
| 2024 | Parijs | 7e in de vier zonder |

### Wereldkampioenschappen
| Jaar | Plaats     | Resultaten            |
| ---- | ---------- | --------------------- |
| 2019 | Ottensheim | 7e in de vier zonder  |
| 2022 | Račice     | 16e in de twee zonder |
| 2023 | Belgrado   | 19e in de twee zonder |

### Europese kampioenschappen
| Jaar | Plaats  | Resultaten            |
| ---- | ------- | --------------------- |
| 2019 | Luzern  | 12e in de vier zonder |
| 2020 | Poznań  | in de vier zonder     |
| 2021 | Varese  | 4e in de vier zonder  |
| 2022 | München | 10e in de twee zonder |
| 2023 | Bled    | in de vier zonder     |